# Glareola ocularis
La pernice di mare del Madagascar (Glareola ocularis J.Verreaux, 1833) è un uccello della famiglia Glareolidae.

## Distribuzione e habitat
Questa pernice di mare nidifica in Madagascar e durante l'inverno migra nelle aree costiere dell'Africa orientale (Somalia, Kenya, Tanzania e Mozambico).